# Sint Olofspoort

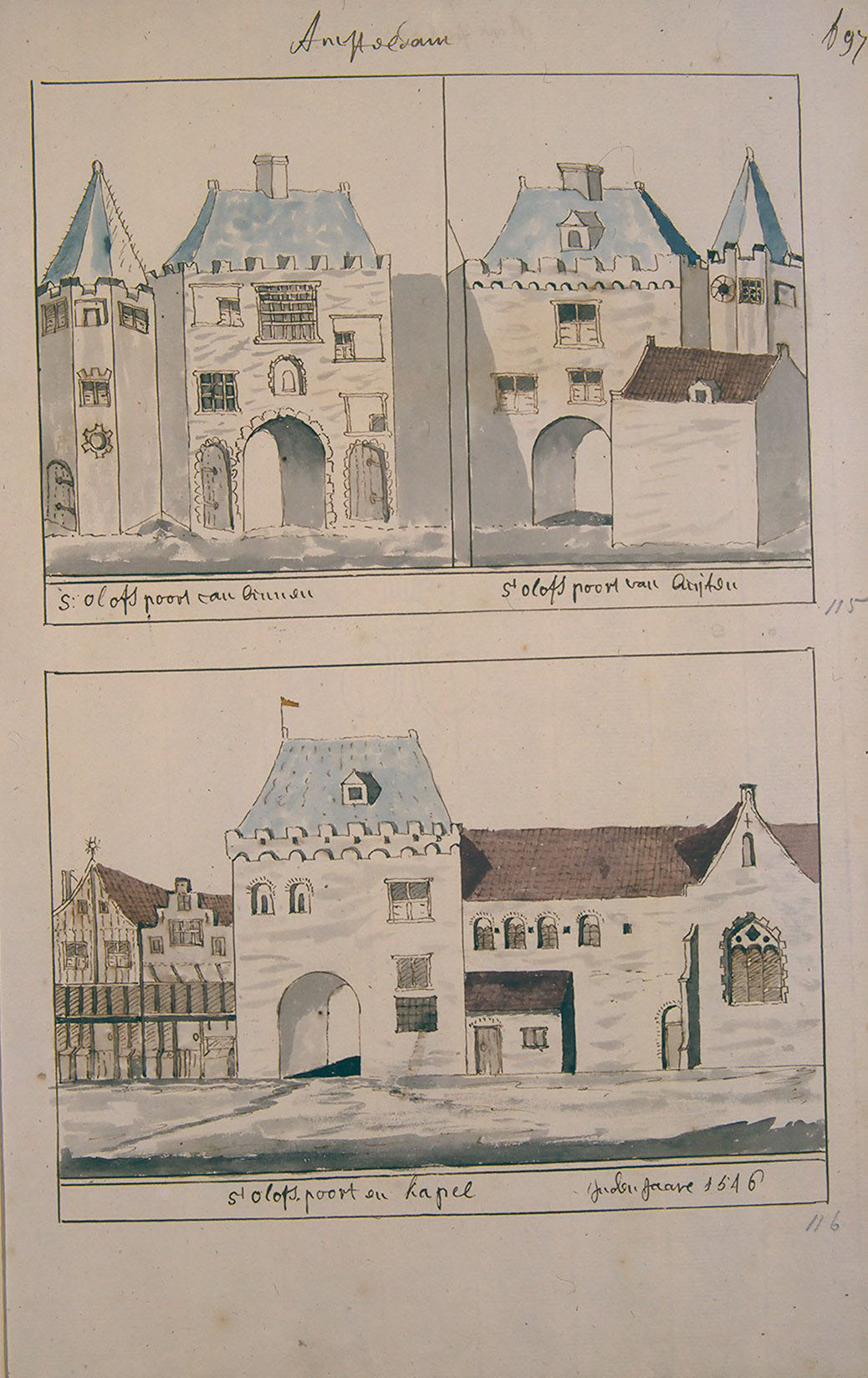
De Sint Olofspoort op oude tekeningen (linksboven: stadszijde, rechtsboven: zijde aan het IJ, onderaan: met kapel er tegenaan in 1546). Tekening door Andries Schoemaker (1660-1735).

De Sint Olofspoort is een voormalige stadspoort in Amsterdam. De poort is verdwenen, maar het steegje dat de verbinding tussen de Warmoesstraat en de Zeedijk vormt heet nog steeds Sint Olofspoort. Het steegje heette tot 7 juli 1914 Oudezijds Wijde Kapelsteeg en het steegje heet nu 'Sint-Olofspoort'.
De Sint Olofspoort was in de begintijd van de stad een van de grote poorten van Amsterdam. De poort stond aan het einde van de Kerkstraat (die later Warmoesstraat ging heten) in de buurt van het IJ. De poort was van steen, omvatte een toren aan de stadszijde, een brug over de stadsgracht en een versterking aan de overkant van de gracht. De poort is omstreeks 1370 in de stadswal van Amsterdam gebouwd, maar door de stadsuitbreiding verloor de poort in 1425 haar functie waarna ze in 1618 werd afgebroken. De vroegere doorgang heet nog steeds Sint Olofspoort.

## Naam
Het is niet geheel duidelijk naar wie de poort is vernoemd. De twee bekendste kandidaten zijn:
- Sint Olaf.
De Noorse patroonheilige Sint Olaf was de vorst van de Vikingen die zich rond 1000 tot het christendom bekeerde. De naam zou dan een verwijzing zijn naar de middeleeuwse handel met de Scandinavische landen.
- Sint Odulphus.
De Brabantse Sint Odulphus was de beschermheilige van dijken, en gezien de ligging van de poort aan de Zeedijk is ook dit een mogelijke optie.

## Ligging
Tegenover de Sint Olofspoort, aan het IJ, moet het eerste stadhuis van Amsterdam gelegen hebben (dit werd later tot gewoon woonhuis verbouwd). In de 14e eeuw verrees het Stadhuis op de Dam.
Tegen de Sint Olofspoort aan ligt de Sint Olofskapel, die in 1966 afbrandde maar later weer hersteld is en tegenwoordig dienstdoet als congrescentrum voor een hotel aan de Prins Hendrikkade.
Aan de Sint Olofspoort staan slechts acht gebouwen, waarvan er zes het adres Sint Olofspoort dragen. Een aantal woningen is eigendom van de Vereniging Hendrick de Keyser, die enkele van deze panden in de beginjaren van haar bestaan aankocht.

## Afbeeldingen huidige situatie

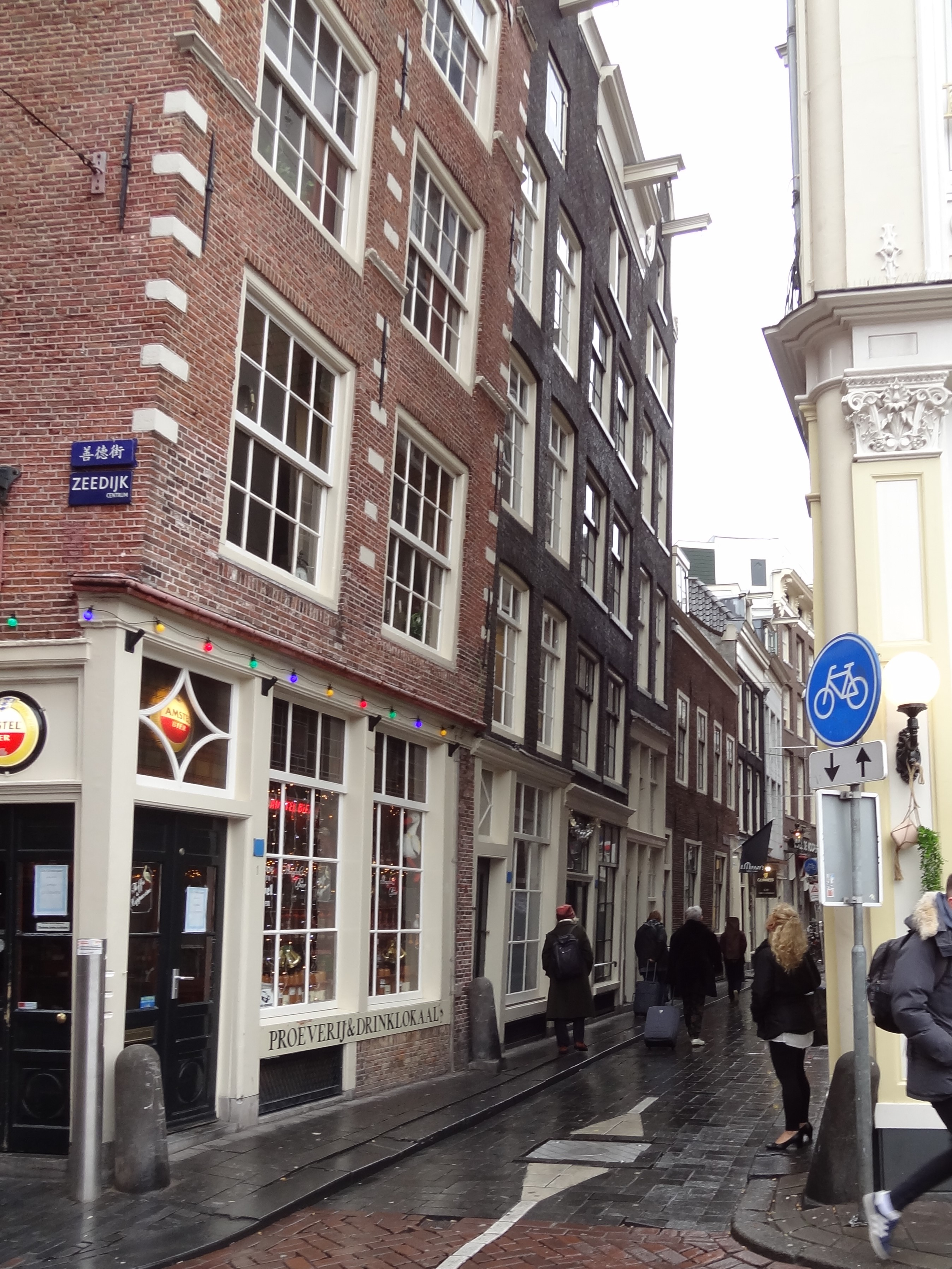
De steeg gezien vanaf de Zeedijk (noorden)
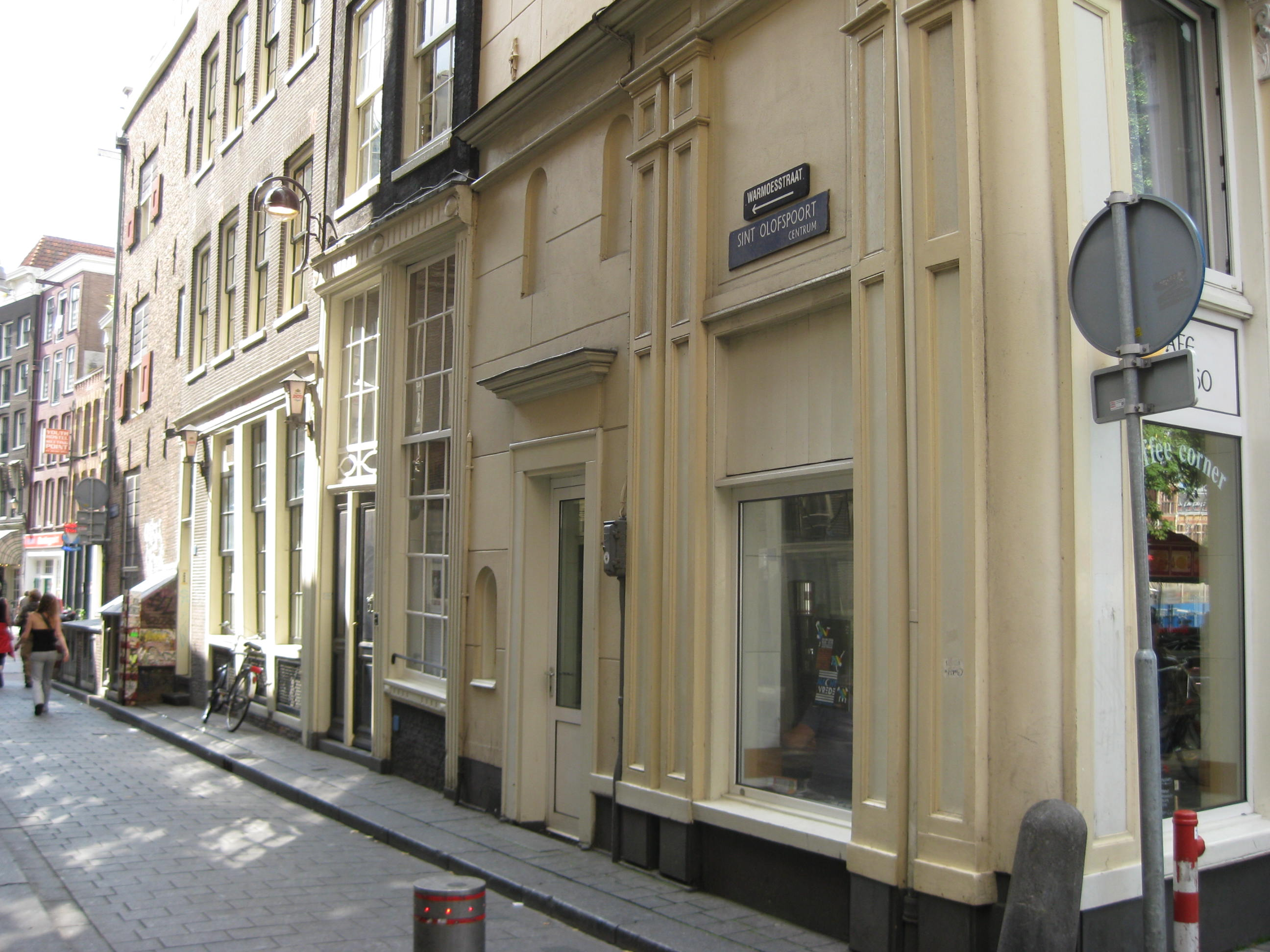
De steeg opnieuw gezien vanaf het noorden
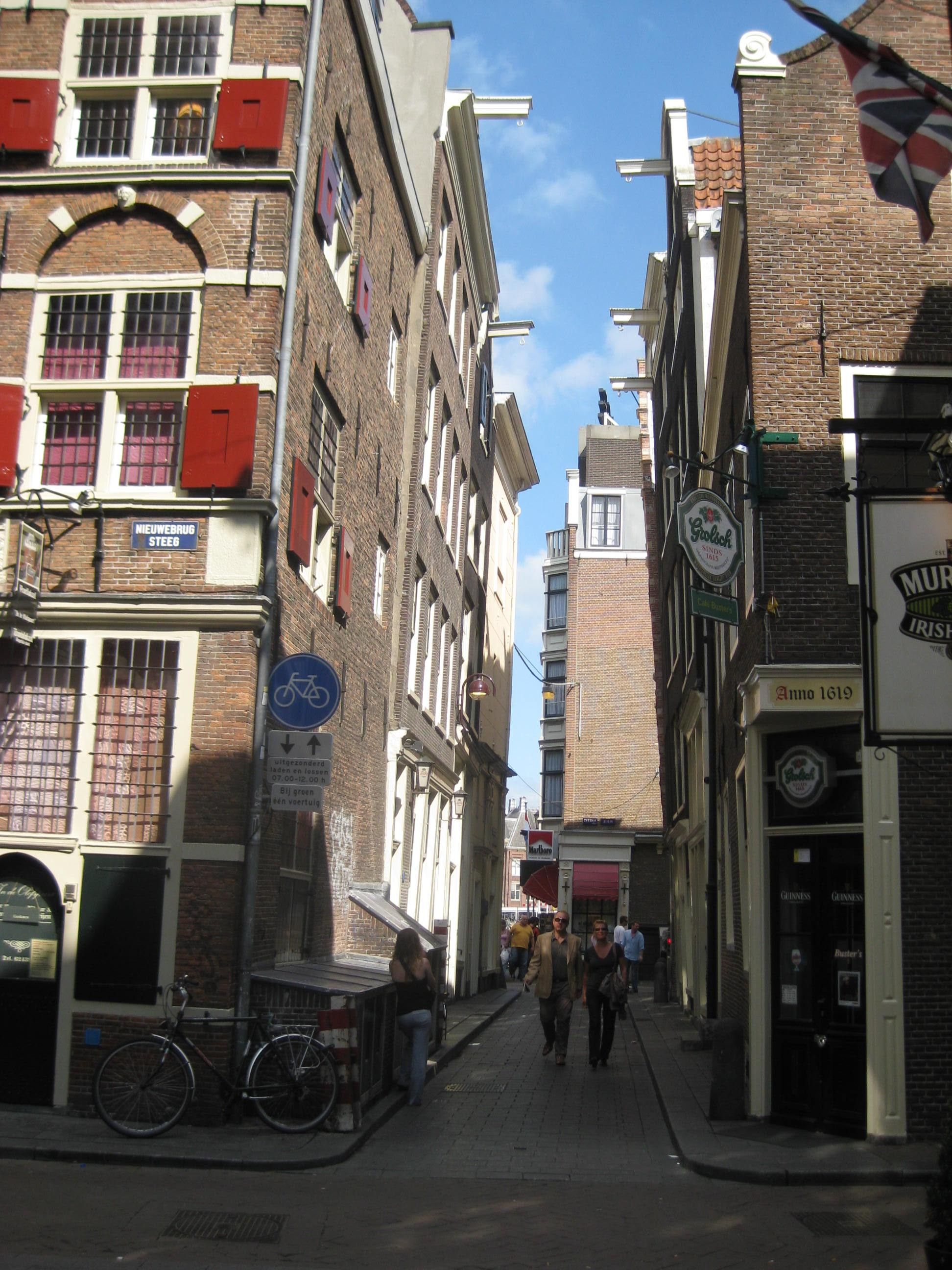
De steeg gezien vanuit de Warmoesstraat (zuiden)